# Leszek Sułek
Leszek Sułek (Piotrowice; 18 de Abril de 1954 — ) é um político da Polónia. Ele foi eleito para a Sejm em 25 de Setembro de 2005 com 7590 votos em 33 no distrito de Kielce, candidato pelas listas do partido Samoobrona Rzeczpospolitej Polskiej.